# Bertalan Farkas
Bertalan Farkas (Gyulaháza, 2 de agosto de 1949) es un piloto y cosmonauta húngaro. Fue el primer húngaro en convertirse en astronauta el 26 de mayo de 1980, así como el primer esperantista en el espacio. Actualmente es el presidente de Airlines Service and Trade. Desde el viaje turístico espacial de Charles Simonyi, Bertalan Farkas ya no es el único húngaro que haya salido al espacio. 

## Biografía
Se graduó en el Colegio Aeronáutico Kilián György, que se encuentra en Szolnok, en 1969. Después asistió al Instituto de Aviación Militar en Krasnodar, entonces de la Unión Soviética, de donde salió graduado en 1972. Más tarde trabajó como científico en la Universidad Politécnica de Budapest. 
Tras la universidad, Farkas se unió a la Fuerza Aérea Húngara y alcanzó el rango de general de brigada. En 1978 se presentó para convertirse en cosmonauta y fue elegido como tal el 1 de marzo de 1979, como parte del quinto programa internacional de Intercosmos. Su cosmonauta de reserva fue Béla Magyari.
Bertalan Farkas, junto al cosmonauta soviético Valeri Kubásov, fue lanzado al espacio desde el Cosmódromo de Baikonur en la misión Soyuz 36 el 26 de mayo de 1980 a las 18:20 GMT.
Durante su estancia en órbita, realizó experimentos relacionados con ciencia de los materiales. Después de haber completado ciento veinticuatro órbitas alrededor de la Tierra en un tiempo de siete días, veinte horas y cuarenta y cinco minutos, los dos astronautas regresaron a la Tierra y finalmente aterrizaron a unos 140 km al sudeste de Dzheskasgan. El 30 de junio de 1980 a Bertalan Farkas se le concedió el título honorífico de Héroe de la Unión Soviética.
Bertalan Farkas es miembro del Foro Democrático de Hungría y fue candidato en las elecciones parlamentarias húngaras de 2006, en el distrito electoral de Baktalórántháza, en el este de Hungría. En lo personal, Farkas está casado con Anikó Farkas y tiene tres hijos.

## Eponimia
El asteroide (240757) Farkasberci fue nombrado así en su honor.